# Utförsel
Utförsel innebär att en vara förs ut från en stat till en annan stat.
Tillstånd till utförsel från Sverige av försvarsmateriel, eller till annan samverkan med någon i utlandet avseende försvarsmateriel, bör medges endast om sådan utförsel eller samverkan bedöms erforderlig för att tillgodose det svenska försvarets behov av materiel eller kunnande eller i övrigt är säkerhetspolitiskt önskvärd, samt inte står i strid med principerna och målen för Sveriges utrikespolitik. Sådant tillstånd lämnas av Inspektionen för strategiska produkter.

## Fotnoter
1. ↑  ”Arkiverade kopian”. Arkiverad från originalet den 12 november 2008. https://web.archive.org/web/20081112060038/http://www.isp.se/sa/node.asp?node=418. Läst 7 januari 2009.